# Нейман, Самуил Моисеевич
Самуи́л Моисе́евич Не́йман (др.-евр. שמואל בן משה נאמן‬ Шемуэль бен Моше Неэман; 25 августа [6 сентября] 1844, Евпатория, Таврическая губерния — 28 января [10 февраля] 1916, Евпатория, Таврическая губерния) — караимский религиозный и административный деятель, газзан и меламмед.

## Биография
Родился в 1844 году в Евпатории. Отец — Моисей Самуилович Нейман (1814—1894), происходил из евпаторийских мещан, с 1882 по 1894 год служил младшим газзаном большой евпаторийской кенассы. В возрасте 16 лет под руководством отца окончил мидраш и получил звание «рибби», что давало возможность занимать духовные должности в караимской общине. В течение около 25 лет проживал в Николаеве, где занимался предпринимательством. Вернувшись в Евпаторию в начале 1895 года, был избран на должности младшего газзана при большой кенассе и третьего члена Таврического и Одесского караимского духовного правления, тем самым заменяя своего недавно умершего отца на этом посту. Через год назначается преподавателем караимского вероучения и древнееврейского языка в только открывшееся Александровское караимское духовное училище. Среди его учеников особо выделяются А. И. Катык, Б. С. Ельяшевич и И. Ю. Ормели, служившие газзанами в разных караимских общинах. В 1899 году был утверждён Министерством народного просвещения учителем караимского вероучения в евпаторийской прогимназии. В 1902 году С. М. Нейману вновь поручают исполнение должности старшего газзана при большой кенассе, как это было в 1896—1898 годах. После смерти гахама С. М. Панпулова официально утверждается старшим газзаном большой евпаторийской кенассы 6 июля 1912 года и в том же году заступает на должность исполняющего обязанности Таврического и Одесского караимского гахама до избрания на этот пост С. М. Шапшала. Как исполняющий должность гахама С. М. Нейман был назначен председателем Попечительских советов Александровского караимского духовного училища и Караимского ремесленного училища имени С. А. Когена в соответствии с уставом этих образовательных учреждений. 31 августа 1913 года участвовал в приёме караимской общиной императорской семьи Романовых на Чуфут-Кале.
Занимался коллекционированием старинных караимских и еврейских книг и рукописей. Эта ценная библиотека, которая включала в себя до 600 томов, после кончины её владельца была приобретена караимским духовным правлением у его наследников и передана в караимскую библиотеку Карай-Битиклиги.
Умер 28 января (10 февраля) 1916 года в Евпатории. 31 января на похоронах присутствовали газзаны из Бахчисарая, Севастополя, Симферополя и Феодосии. Т. С. Леви-Бабовичем была произнесена траурная речь. В день похорон были отменены занятия в Александровском караимском духовном училище, мидрашах и евпаторийском женском профессиональном училище. Семье покойного по распоряжению гахама С. М. Шапшала была назначена пенсия в размере 800 рублей в год.

## Семья
С 1873 года был женат на Алтын Исааковне, также урождённой Нейман. Имели детей:
- Рахиль Самуиловна Нейман (1875 — ?)
- Эстер Самуиловна Нейман (1878, Николаев — 1963, Симферополь), была женой евпаторийского габбая и солепромышленника, потомственного почётного гражданина Ильи Моисеевича Туршу (1865—1918)[6].
- Сарра Самуиловна Нейман (в замужестве Рыкун; 1884 — ?)

- Внук — Сергей Николаевич Рыкун (1919—1941), участник Великой Отечественной войны, рядовой, погиб.

- Даниил Самуилович Нейман (1886 — ?) — выпускник Александровского караимского духовного училища и Санкт-Петербургского политехнического института[8]. Возглавлял Симферопольский караимский просветительский кружок. В 1918 году инициировал создание при кружке библиотеки имени И. И. Казаса, библиотечный фонд которой был составлен из дубликатов книг, хранившихся ранее в «Карай-Битиклиги»[9].
- Исаак Самуилович Нейман (1889, Николаев — ?) — выпускник юридического факультета Московского университета и медицинского факультета. Сифилидолог, специалист по кожным и венерическим болезням, сотрудник кафедры кожных и венерический болезней Одесского медицинского института. Жил и практиковал в Одессе[10][11]. Участник Великой Отечественной войны, майор медицинский службы. Награждён медалями «За боевые заслуги», «За оборону Кавказа»,  «За победу над Германией в Великой Отечественной войне 1941—1945 гг.», орденом Красной Звезды[12][13].
- Анна Самуиловна Нейман (1894 — ?)
- Юфуда Самуилович Нейман (1897 — ?)

## Награды[3]
- Серебряная медаль с надписью «За усердие» для ношения на груди на Станиславской ленте (1902),
- Золотая медаль с надписью «За усердие» для ношения на шее на Станиславской ленте (1905);
- Медаль для ношения на груди на Владимирской ленте «В память 100-летия Отечественной войны 1812 г.» (1913);
- Медаль «В память 300-летия царствования дома Романовых».